# 象は忘れない
『象は忘れない』（ぞうはわすれない、原題：Elephants Can Remember）は、1972年に刊行されたアガサ・クリスティの推理小説。ポアロシリーズの長編第32作目にあたる。

## 解説
ポアロシリーズ作品としては、1975年に刊行された『カーテン』がエルキュール・ポアロ最後の作品とされるが、『カーテン』は1943年に執筆された作品であり、執筆順では本作が実質的にポアロ最後の作品となる。
本作では、『五匹の子豚』と同様に「回想の殺人」が扱われており、作品中で『五匹の子豚』について詳述されているほか、関連して『マギンティ夫人は死んだ』や『ハロウィーン・パーティ』についても言及されている。
なお、「象は忘れない」という題名は、英語の諺「An elephant never forgets.:象は（恨みを）忘れない（そして必ず報復する）」に由来する。

## あらすじ
推理作家のオリヴァ夫人は文学者昼食会でバートン＝コックス夫人から奇妙なことを頼まれる。バートン＝コックス夫人の息子デズモンドは、オリヴァが名付け親になったシリヤ・レイヴンズクロフトという娘と婚約しており、シリヤの両親が十数年前に起こした心中事件の真相、すなわち「父親と母親のどちらが相手を殺したのか」を知りたいというのだ。12年前、オリヴァの親友マーガレット・レイヴンズクロフトとその夫アリステア・レイヴンズクロフトが遺体で発見された。二人の間には拳銃が落ちており、二人の指紋が検出された。当時の捜査では、二人の死が心中なのか、あるいはどちらかがもう一人を殺して自殺したのか判断がつかなかった。二人の死によってシリヤともう一人の子は孤児となった。
オリヴァから相談を受けたポアロは、レイヴンズクロフト家と関わりのあった人々を訪ねて「象のように」記憶力のよい人を捜すようアドバイスする。一方、ポアロ自身も旧友のスペンス元警視から当時の担当者として紹介されたギャロウェイ元警視に事件の調査内容を尋ね、真相の解明に乗り出す。
二人は、マーガレット・レイヴンズクロフトが4つのカツラを所有していたこと、レイヴンズクロフト家の犬は家族に懐いていたにもかかわらず事件の数日前にマーガレットを噛んでいたこと、マーガレットには一卵性双生児の妹ドロシアがおり、精神科のホームに何度も入所していたこと、ドロシアは夫の死後に幼い息子を溺死させるなどアジアで2つの暴力事件に関係していたと考えられていること、マーガレットとアリステアの夫婦が亡くなる1か月前、ドロシアは夢遊病で崖から落ちて亡くなっていたこと、などを調べ上げていった。また、レイブンズクロフト家に仕えていた家庭教師ゼリー・モーウラは夫妻の死後ローザンヌに渡っていた。
やがてポアロはバートン＝コックス家に目を向け、デズモンドが養子であり、実母について何も知らないことを知る。デズモンドは、かつてバートン＝コックスと不倫関係にあった亡き女優キャスリーン・フェンの隠し子であり、この女優はデズモンドにかなりの遺産を残していた。その遺産はデズモンドが成人するか結婚するまで信託され、それまでにデズモンドが死ねば養母バートン＝コックス夫人に渡ることになっていたため、ポアロはバートン＝コックス夫人がデズモンドとシリヤの結婚を阻止しようとしているのではないかと疑う。やがて彼はレイブンズクロフト夫妻の死の真相を疑い始め、デズモンドとシリヤに説明するためにゼリーをイギリスに呼ぶ。
ポアロは、アリステアと一緒に死んだ女性は妻ではなく妹ドロシアであることを明かす。事件の1か月前、彼女はマーガレットに致命傷を負わせたが、マーガレットは夫にドロシアを逮捕させないよう約束させた。アリステアはゼリーに協力させて妻の遺体を崖のふもとに埋め、死んだのはドロシアだと証言し、それ以来ドロシアに妻の身代わりをさせた（飼い犬だけは騙されず、ドロシアに噛みついた）。妻の死から1か月後、これ以上ドロシアが他人に危害を与えるのを恐れたアリステアは、彼女を撃って殺し、自殺したのだった。
事実を知ったデズモンドとシリヤは、助け合って未来を共にすることにする。

## 登場人物
アリアドニ・オリヴァ
ポアロとは旧知の女流推理作家
ミス・リヴィングストン
オリヴァの秘書
ミセズ・バートン＝コックス
未亡人
デズモンド
バートンの養子
シリヤ・レイヴンズクロフト
オリヴァの名付け子
アリステア・レイヴンズクロフト
シリヤの父
マーガレット・レイヴンズクロフト
シリヤの母
ドロシア・ジャロー
シリヤの伯母
マディ・ルーセル
シリヤの家庭教師
ゼリー・モーウラ
シリヤの家庭教師
ジュリア・カーステアズ
オリヴァの友人
ミセズ・マッチャム
オリヴァの友人
ミセズ・マーリーン
オリヴァの友人
ウィロビー
医師
ミセズ・ローズンテル
美容院
ミスタ・ゴビー
情報屋
ギャロウェイ
元警視
スペンス
ポアロとは旧知の元警視
エルキュール・ポアロ
私立探偵

## 翻案作品

### テレビドラマ
名探偵ポワロ『象は忘れない』
シーズン13 エピソード1（通算第66話）  イギリス2013年放送
概ね原作の事件に加えて、現在における精神科医殺人事件が発生し、ポワロは当初そちらの事件の調査に当たるが、話が進んでいくにつれて2つの事件の関連性が明らかになってくるという物語になっている。
- エルキュール・ポワロ: デヴィッド・スーシェ
- アリアドネ・オリヴァー: ゾーイ・ワナメイカー
- シリア・バートン＝コックス: ヴァネッサ・カービー
- デスモンド・レイブンズクロフト: フェルディナンド・キングズリー
- デヴィット・ウィロビー: イアン・グレン - 精神科の医師
- マクダーモット: アレキサンドラ・ダウリング - ウィロビー研究所の事務員
- ゼリー・ルーセル: エルサ・モリアン - 元レーブンズクロフト家の家庭教師
- バートン＝コックス夫人: グレタ・スカッキ

### ラジオドラマ
BBC Radio 4で放送されたラジオドラマ。